# Adolf Stender-Petersen
Adolf Stender-Petersen (ur. 21 lipca 1893 w Petersburgu, 16 kwietnia 1963 w Århus) – duński językoznawca, historyk literatury, slawista; członek zagraniczny Polskiej Akademii Nauk (od 1962). Założyciel „Scando-Slavica”.

## Życiorys
Studiował w Kopenhadze i Petersburgu, a doktoryzował się w Heidelbergu. Był profesorem filologii słowiańskiej w Dorpacie i Århus. Pisał m.in. o Młodej Polsce, twórczości S. Żeromskiego.

## Prace
- Die Schulkomödien des Paters Franciszek Bohomolec S. J., wyd. Heidelberg, C. Winter 1923
- Tragoediae sacrae. Materialien und Beiträge zur Geschichte der polnisch-lateinischen Jesuitendramatik der Frühzeit, wyd. Tartu (Dorpat) 1931[2]